# Latvijas Televīzija
Latvijas Televīzija (LTV) är det lettiska statliga public service-mediebolaget. LTV driver två kanaler: LTV1 som sänds på lettiska och LTV7 (tidigare kallad LTV2) på lettiska och utvalda program på ryska. 
Sedan 1 januari 2021 har mediebolaget varit helt finansierad av lettiska staten och leds för närvarande av Ivars Priede, styrelseordförande.
1 januari 1993 gick LTV med i Europeiska radio- och TV-unionen. År 2003 var man värd års Eurovision Song Contest och LTV1 sänder dessutom tävlingen varje år. LTV7 sänder många sportevenemang som till exempel de Olympiska spelen, ishockey-VM (sedan 2018) och fotbolls-VM.